# 1710
Évszázadok: 17. század – 18. század – 19. század
Évtizedek: 1660-as évek – 1670-es évek – 1680-as évek – 1690-es évek – 1700-as évek – 1710-es évek – 1720-as évek – 1730-as évek – 1740-es évek – 1750-es évek – 1760-as évek
Évek: 1705 – 1706 – 1707 – 1708 –  1709 – 1710 – 1711 – 1712 – 1713 – 1714 – 1715

## Események

### Határozott dátumú események
- január 3. – Ocskay Lászlót a kuruc haditörvényszék árulónak nyilvánítja és kivégzi.[1]
- január 22. – II. Rákóczi Ferenc hadseregének csatája Romhány és Vadkert (Érsekvadkert) közt az osztrákokkal.[2]
- február 13. – Korponayné, a „lőcsei fehér asszony” átadja a labancoknak Lőcsét.[3]
- június 12. – A császáriak kezére kerül Szepesvár.[3]
- augusztus 19. – Rákóczi Szerencsről kiadott pátensében közli, hogy – angol, holland és orosz közvetítéssel – béketárgyalásba kezd a bécsi udvarral.[4]
- szeptember 23. – A császári csapatok bevonulnak Érsekújvárra.[3]
- szeptember 27. – I. József Pálffy János horvát bánt nevezi ki a magyarországi császári csapatok főparancsnokává.[4]
- október 20. – A császáriak kezére kerül Szolnok.[5]
- október 29. – Mohácsnál a császáriak elfogják  Béri Balogh Ádámot. (A kuruc brigadérost később kivégeznek.)[3]
- november 10. – Sárospatak vára a császáriak kezére kerül.[3]
- november 20. – Az Oszmán Birodalom hadat üzen az Orosz Birodalomnak.
- november 30. – Elesik a kurucok kezén lévő Eger.[5]

### Határozatlan dátumú események
- az év tavaszán – 
  - Országos pestisjárvány és éhínség pusztít Magyarországon.
  - A császáriak bevonulnak több, eddig kuruc kézen lévő felső-magyarországi városba. (Eger: november 30., Bártfa: december 4., Eperjes: december 10.)[3]
  - Az orosz csapatok elfoglalják a svéd Viborgot, Revalt és Rigát; a Balti-tenger-part széles sávja orosz kézre kerül.

## Születések
- január 4. – Giovanni Battista Pergolesi, zeneszerző († 1736)
- február 15. – XV. Lajos, francia király († 1774)
- április 4. – Klimó György, pécsi püspök († 1777)
- szeptember 4. – Pálffy Miklós kancellár, országbíró († 1773)
- október 15. – Barkóczy Ferenc, egri püspök, majd esztergomi érsek, Magyarország hercegprímása, a tudományok és művészetek támogatója († 1765)
- október 16. – Hadik András, magyar huszártábornok († 1790)
- november 22. – Wilhelm Friedemann Bach, orgonista, zeneszerző († 1784)

## Halálozások
- január 3. – Ocskay László, kuruc brigadéros, császári és királyi ezredes (* 1680)
- június 7. – Louise Françoise de La Baume Le Blanc, francia hercegnő, XIV. Lajos francia király szeretője (* 1644)
- szeptember 19. – Ole Rømer, dán csillagász, aki 1676-ban elsőként mérte meg közvetetten a fénysebességet (* 1637)
- november 21. – Bernardo Pasquini, olasz barokk zeneszerző, csembalista és orgonista (* 1637)